# Oscar za nejlepší krátkometrážní hraný film
Cena Akademie za nejlepší krátkometrážní hraný film je každoročně udělovaná cena Akademie filmových umění. Uděluje se od 5. Cen Akademie roku 1932. Současný název existuje od 1974.
Dle pravidel nesmí délka snímku přesáhnout 40 minut, a to včetně titulků.